# Папутін Віктор Семенович
Віктор Семенович Папутін (20 лютого 1926, село Зіновкіно Подольського повіту Московської губернії, тепер Московської області, Російська Федерація — покінчив життя самогубством 28 грудня 1979, місто Москва) — радянський державний діяч, 2-й секретар Московського обласного комітету КПРС, 1-й заступник міністра внутрішніх справ СРСР, генерал-лейтенант внутрішньої служби. Кандидат у члени ЦК КПРС у 1971—1979 роках. Депутат Верховної Ради СРСР 7—9-го скликань.

## Життєпис
Народився в родині робітника. У 1932 році родина Папутіних переїхала жити до міста Подольська Московської області.
У вересні 1942 року закінчив ремісниче училище № 12 міста Подольська, здобув спеціальність слюсаря.
У 1942—1944 роках — помічник майстра, майстер виробничого навчання, у 1944—1947 роках — комсомольський організатор ремісничого училища № 12 міста Подольська Московської області.
Член ВКП(б) з 1945 року.
У 1947—1951 роках — секретар комітету ВЛКСМ, заступник начальника цеху Подольського електромеханічного заводу № 710 Московської області. Закінчив вечірній індустріальний технікум.
У 1951—1952 роках — 2-й секретар, у 1952—1954 роках — 1-й секретар Подольського міського комітету ВЛКСМ Московської області.
У 1956 році закінчив Тульський механічний інститут.
У 1956—1959 роках — заступник начальника, начальник цеху № 21 Подольського електромеханічного заводу № 710 Московської області.
У 1959—1960 роках — секретар партійного комітету Подольського електромеханічного заводу № 710 Московської області.
У 1960—1962 роках — 1-й секретар Подольського міського комітету КПРС Московської області; 1-й секретар Подольського районного комітету КПРС Московської області.
У 1962—1965 роках — секретар партійного комітету Ленінського виробничого радгоспно-колгоспного управління Московської області.
У 1965—1967 роках — 1-й секретар Подольського міського комітету КПРС Московської області.
17 квітня 1967 — 19 листопада 1974 року — 2-й секретар Московського обласного комітету КПРС.
6 червня 1974 — 29 грудня 1979 року — 1-й заступник міністра внутрішніх справ СРСР.
З 22 листопада 1979 року був у відрядженні в Афганістані, де виконував урядову місію, зустрічався з президентом країни Хафізом Аміном. Повернувшись із відрядження, провів у місті Тулі Всеросійську нараду начальників УВС.
Покінчив життя самогубством (застрелився) 28 (за іншими даними, 29) грудня 1979 року в Москві. Похований на Новодівочому цвинтарі Москви.

## Звання
- генерал-майор внутрішньої служби (1.11.1974)
- генерал-лейтенант внутрішньої служби (27.10.1977)

## Нагороди
- орден Леніна
- орден Жовтневої Революції
- орден Трудового Червоного Прапора
- медаль «За доблесну працю у Великій Вітчизняній війні 1941—1945 рр.»
- медалі